# 1937-es közép-európai kupa
Az 1937-es közép-európai kupa a Közép-európai kupa történetének tizenegyedik kiírása volt. A sorozatban Ausztria, Csehszlovákia, Magyarország és Olaszország 3-3 csapattal, Svájc 2 csapattal, Jugoszlávia és Románia pedig 1-1 csapattal képviseltette magát. A csapatok kupa rendszerben 2 mérkőzésen döntötték el a továbbjutást. Ha az összesítésben ugyanannyi gólt szereztek a csapatok a párharcokban, akkor egy újabb összecsapáson dőlt el a továbbjutó kiléte.
A kupát a Ferencvárosi TC nyerte el, története során második alkalommal.

## Első forduló
| 1. csapat                | Össz. | 2. csapat                 | 1. mérk. | 2. mérk. |
| ------------------------ | ----- | ------------------------- | -------- | -------- |
| SK Slavia Praha          | 3–5   | Ferencvárosi TC           | 2–2      | 1–3      |
| First Vienna FC          | 2–21  | SC Young Fellows Juventus | 2–1      | 0–1      |
| Bologna FC 1909          | 2–7   | FK Austria Wien           | 1–2      | 1–5      |
| Venus București          | 5-10  | Újpest FC                 | 4–6      | 1–4      |
| FC Admira Wacker Mödling | 3-32  | AC Sparta Praha           | 1–1      | 2–2      |
| Genoa CFC                | 6-1   | HŠK Građanski Zagreb      | 3–1      | 3–0      |
| MTK Budapest FC          | 3-4   | SS Lazio                  | 1–1      | 2–3      |
| Grasshopper Club Zürich  | 6-5   | 1. SK Prostějov           | 4–3      | 2–2      |

- 1 Mivel az összesített eredmény 2–2 lett, a szabályok értelmében újrajátszást (3. mérkőzést) rendeltek el, melyet 2-0-ra a First Vienna nyert meg.
- 2 Mivel az összesített eredmény 3–3 lett, a szabályok értelmében újrajátszást (3. mérkőzést) rendeltek el, melyet 2-0-ra az Admira Wacker nyert meg.

## Negyeddöntő
| 1. csapat                | Össz. | 2. csapat               | 1. mérk. | 2. mérk. |
| ------------------------ | ----- | ----------------------- | -------- | -------- |
| Ferencvárosi TC          | 2-2 1 | First Vienna FC         | 2-1      | 0–1      |
| FK Austria Wien          | 7-5   | Újpest FC               | 5-4      | 2–1      |
| SS Lazio                 | 8-4   | Grasshopper Club Zürich | 6-1      | 2–3      |
| FC Admira Wacker Mödling | 2-2   | Genoa CFC               | 2-2      | 2        |

- 1 Mivel az összesített eredmény 2–2 lett, a szabályok értelmében újrajátszást (3. mérkőzést) rendeltek el, melyet 2-1-re aFerencváros nyert meg.
- 2 Az odavágó mérkőzés után kitört Genoa-ellenes demonstrációk után az Olasz Belügyminisztérium biztonsági okokból megtiltotta hogy a visszavágó mérkőzésre Genovában kerüljön sor. A KK bizottsága diszkvalifikálta mindkét csapatot, az SS Lazio mérkőzés nélkül bekerült a döntőbe.

## Elődöntő
| 1. csapat       | Össz. | 2. csapat       | 1. mérk. | 2. mérk. |
| --------------- | ----- | --------------- | -------- | -------- |
| FK Austria Wien | 5–7   | Ferencvárosi TC | 4–1      | 1–6      |
| SS Lazio        | 1     |                 |          |          |

- 1 A Lazio lejátszott mérkőzés nélkül került a döntőbe.

## Döntő
| 1. csapat       | Össz. | 2. csapat | 1. mérk. | 2. mérk. |
| --------------- | ----- | --------- | -------- | -------- |
| Ferencvárosi TC | 9–6   | SS Lazio  | 4–2      | 5–4      |

### 1. mérkőzés
| 1937. szeptember 12. |

| Ferencváros                                        | 4–2   | Lazio                |
| -------------------------------------------------- | ----- | -------------------- |
| Toldi 22' Sárosi 53' 60' (11-esből) 74' (11-esből) | (1–1) | Busani 26' Piola 64' |

| Üllői úti pálya, Budapest Nézőszám: 30 000 Játékvezető: Augustin Krist (csehszlovák) |

| FERENCVÁROS:   |  |               |
|                |  |               |
| GK             |  | Háda József   |
| DF             |  | Tátrai Sándor |
| DF             |  | Korányi Lajos |
| MF             |  | Magda Béla    |
| MF             |  | Polgár Gyula  |
| FW             |  | Székely Béla  |
| FW             |  | Táncos Mihály |
| FW             |  | Kiss Gyula    |
| FW             |  | Sárosi György |
| FW             |  | Toldi Géza    |
| FW             |  | Kemény Tibor  |
| Vezetőedző:    |  |               |
| Rauchmaul Emil |  |               |

| LAZIO:       |  |                 |
|              |  |                 |
| GK           |  | Giacomo Blason  |
| DF           |  | Alfredo Monza   |
| MF           |  | Giuseppe Baldo  |
| MF           |  | Giuseppe Viani  |
| MF           |  | Luigi Milano    |
| MF           |  | Libero Marchini |
| FW           |  | Umberto Busani  |
| FW           |  | Silvio Piola    |
| FW           |  | Bruno Camolese  |
| FW           |  | Giovanni Costa  |
| FW           |  | Benedicto       |
| Vezetőedző:  |  |                 |
| Viola József |  |                 |

### 2. mérkőzés
| 1937. október 24. 15:00 |

| Lazio                      | 4–5   | Ferencváros                                    |
| -------------------------- | ----- | ---------------------------------------------- |
| Costa 4' Piola 19' 23' 36' | (4–3) | Sárosi 5' (11-esből) 8' 81' Toldi 37' Kiss 72' |

| Nazionale PNF Stadion, Róma Nézőszám: 15 000 Játékvezető: Hans Wütherich (svájci) |

| LAZIO:       |  |                  |
|              |  |                  |
| GK           |  | Vincenzo Provera |
| DF           |  | Alfredo Monza    |
| MF           |  | Giuseppe Baldo   |
| MF           |  | Giuseppe Viani   |
| MF           |  | Luigi Milano     |
| MF           |  | Libero Marchini  |
| FW           |  | Umberto Busani   |
| FW           |  | Silvio Piola     |
| FW           |  | Bruno Camolese   |
| FW           |  | Giovanni Costa   |
| FW           |  | Benedicto        |
| Vezetőedző:  |  |                  |
| Viola József |  |                  |

| FERENCVÁROS:   |  |               |
|                |  |               |
| GK             |  | Háda József   |
| DF             |  | Tátrai Sándor |
| DF             |  | Korányi Lajos |
| MF             |  | Magda Béla    |
| MF             |  | Polgár Gyula  |
| MF             |  | Lázár Gyula   |
| FW             |  | Táncos Mihály |
| FW             |  | Kiss Gyula    |
| FW             |  | Sárosi György |
| FW             |  | Toldi Géza    |
| FW             |  | Kemény Tibor  |
| Vezetőedző:    |  |               |
| Rauchmaul Emil |  |               |